# Entweder – oder
Entweder – oder (Antingen - eller), op. 403, är en schnellpolka av Johann Strauss den yngre. Den framfördes första gången den 14 februari 1882 i Sofienbad-Saal i Wien.

## Historia
Johann Strauss operett Det lustiga kriget hade premiär på Theater an der Wien den 25 november 1881 och spelades fler än hundra gånger i rad. Strauss arrangerade totalt tio separata orkesterstycken från operettens musiknummer, däribland polkan Entweder - oder. Huvudtemat återfinns i Violettas marschsång "Es var ein lustig Abenteuer" i akt II medan musiken till trio-delen är hämtad från finalkören "Statt der Orgel" i akt I, samt inledningen till akt II, "Den Feind, den möcht' ich seh'n". Själva orden "Entweder - oder" förekommer inte i någon sångtext i operetten. Det har antagits att de syftar på den då pågående äktenskapskrisen mellan Johann Strauss och hans andra hustru Angelika Dittrich. Hon hade inlett ett förhållande med teaterregissören Franz Steiner, som var direktör på Theater an der Wien där Strauss operett Det lustiga kriget spelades. Orden skulle då vara ett ultimatum till hustrun: "han eller jag". En annan förklaring kan vara att orden syftar på en scen i operetten där olika personer diskuterar olika alternativ: bra eller dåligt, svart eller vitt, krig eller fred.
Strauss tillägnade polkan Wiens Författare- och Journalistförening "Concordia" och den framfördes vid deras karnevalsbal i Sofienbad-Saal den 14 februari 1882 under ledning av brodern Eduard Strauss. Vid samma tillfälle framfördes även kadriljen Der lustige Krieg (op. 402). Båda verken fick även sin publika premiär av Eduard Strauss i Musikverein den 26 februari samma år.

## Om polkan
Speltiden är ca 2 minuter och 58 sekunder plus minus några sekunder beroende på dirigentens musikaliska tolkning.
Polkan var ett av tio verk där Strauss återanvände musik från operetten Det lustiga kriget:
- Der lustige Krieg, Marsch, Opus 397
- Frisch ins Feld, Marsch, Opus 398
- Was sich liebt, neckt sich, Polka-francaise, Opus 399
- Kuß-Walzer, Vals, Opus 400
- Der Klügere gibt nach, Polkamazurka, Opus 401
- Der lustige Krieg, Kadrilj, Opus 402
- Entweder - oder, Polka-Schnell, Opus 403
- Violetta, Polka-francaise, Opus 404
- Nord und Süd, Polkamazurka, Opus 405
- Italienischer Walzer, Vals, Opus 407

## Weblänkar
- Entweder - oder i Naxos-utgåvan.